# Наратлы-Кичу
Наратлы́-Кичу́ (тат. Наратлыкичү) — село в Мензелинском районе Республики Татарстан, в составе муниципального образования «Наратлы-Кичуское сельское поселение».

## История
В «Списке населённых мест по сведениям 1870 года», изданном в 1877 году, населённый пункт упомянут как деревня Сосновый Брод (Игини-Тамак) 5-го стана Мензелинского уезда Уфимской губернии. Располагалась при речках Мензеле и Игине, по левую сторону почтового тракта из Мензелинска в Елабугу, в 27 верстах от уездного города Мензелинска и в 24 верстах от становой квартиры в деревне Кузекеева (Кускеева). В деревне, в 49 дворах жили 462 человека (238 мужчин и 224 женщины, татары), были мечеть, училище, водяная мельница. Жители занимались земледелием, скотоводством.

## Население
| 1795 | 1858 | 1870 | 1884 | 1906 | 1920 | 1926 | 1938 | 1949 | 1958 | 1970 | 1979 | 1989 | 2002 | 2010 | 2017 |
| ---- | ---- | ---- | ---- | ---- | ---- | ---- | ---- | ---- | ---- | ---- | ---- | ---- | ---- | ---- | ---- |
| 162  | 410  | 462  | 584  | 903  | 1078 | 695  | 784  | 430  | 342  | 471  | 356  | 314  | 329  | 327  | 324  |

Национальный состав села: татары.